# Salmo cettii
La trucha del mar Tirreno es la especie Salmo cettii, un pez de agua dulce de la familia salmónidos, distribuidos por las cuencas hidrográficas de los ríos cercanos al mar Tirreno, en el Mediterráneo occidental.

## Anatomía
La longitud máxima descrita fue de 40 cm, alcanzando la madurez sexual aproximadamente con 20 cm de longitud.

## Hábitat y biología
Es una especie de agua dulce que se distribuye por ríos de Cerdeña, Sicilia y sur de la península italiana, además de encontrarse ejemplares parecidos en ríos de Argelia, Francia y España, por lo que se deduce que también debe presentar hábitos migratorios marinos. Es pez eurihalino. Prefiere las aguas cercanas a la desembocadura de ríos de zonas cársticas, normalmente que tengan densa vegetación subacuática, donde se alimentan principalmente de insectos acuáticos.
Sus poblaciones podrían disminuir en el futuro como consecuencia de las hibridaciones y la sobrepesca.